# Joanna Jędrzejczyk
Joanna Jędrzejczyk (pronúncia em polonês: jɔˈanna jɛnˈdʐɛjt͡ʂɨk; Olsztyn, 18 de agosto de 1987) é uma ex-lutadora polonesa de artes marciais mistas (MMA), e ex-campeã do peso-palha feminino do UFC. Ela é seis vezes campeã mundial de Muay Thai, e quatro vezes campeã europeia. No dia 14 de março de 2015, Joanna se tornou a primeira campeã polonesa do UFC.

## Carreira no MMA

### Início no MMA
Jędrzejczyk fez sua estreia no MMA profissional em 19 de maio de 2012 no SFT - MMA Fight Nigth Diva SPA contra Sylwia Juskiewicz, vencendo por decisão unânime. Em dezembro de 2012 no MFC 5 ela derrotou Lily Kazak por finalização (mata-leão). Em junho de 2013 ela derrotou a número 1 da Rússia, Julia Berezikova no Battle of Moscow 12 por decisão unânime.
Em junho de 2014, no Cage Warriors Fighting Championship 69 ela enfrentou a ex-UFC e Bellator, Rosi Sexton. Jędrzejczyk venceu o combate por nocaute no segundo round.

### Ultimate Fighting Championship
Jędrzejczyk assinou oficialmente com o UFC em Julho de 2014. Ela fez sua estreia na promoção em 26 de Julho de 2014 contra a brasileira Juliana Lima no UFC on Fox: Lawler vs. Brown e venceu por decisão unânime.
Jędrzejczyk enfrentou Claudia Gadelha em 13 de Dezembro de 2014 no UFC on Fox: dos Santos vs. Miocic. Ela venceu a luta por decisão dividida.

#### Conquista de cinturão dos pesos-palhas
Jędrzejczyk enfrentou Carla Esparza pelo título da categoria no dia 14 de Março de 2015 no UFC 185. Joanna, que era zebra na casa de apostas acabou surpreendendo, e massacrando a ex-campeã, até a interrupção do juiz por nocaute técnico aos 4:17 do segundo round. Joanna foi a primeira campeã polonesa do UFC, e a primeira campeã européia no MMA feminino. Ela é a primeira lutadora européia campeã do UFC desde Andrei Arlovski em 2005 e é a terceira européia a ser campeã no UFC depois de Arlovski e Bas Rutten em 1999.

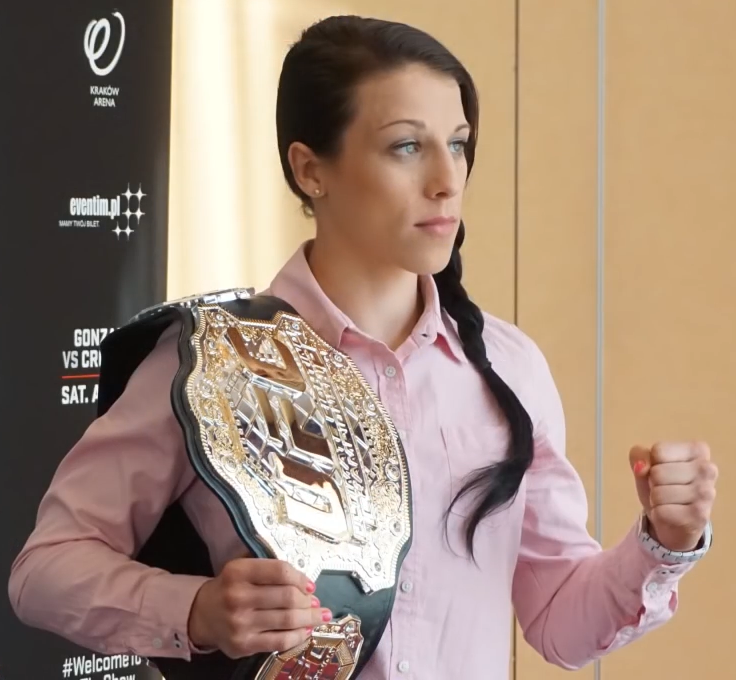
Jędrzejczyk com o cinturão feminino de peso-palha do UFC

#### Defesas de Cinturão
A primeira defesa de cinturão de Jędrzejczyk foi contra Jessica Penne, ex Campeã Peso Átomo do Invicta FC e semifinalista do TUF 20, no dia 20 de Junho de 2015 no UFC Fight Night: Jędrzejczyk vs. Penne, em Berlim. A performance de ambas lutadoras lhes rendeu o prêmio de Luta da Noite. Joanna teve uma atuação impecável, onde conectou nada menos que 162 golpes em 3 rounds, 126 deles considerados com certa relevância.
Jędrzejczyk iria enfrentar Claudia Gadelha. No entanto, uma lesão a tirou do evento, e ela foi substituída por Valérie Létourneau. A luta foi movida para 14 de Novembro de 2015 no co-evento principal do UFC 193 que aconteceu em um estádio para 56 mil em Melbourne. Jędrzejczyk venceu a luta por decisão unânime, quebrando dois recordes na organização; o de maior número de golpes significantes conectados em uma luta de cinturão (220) e o de maior número de chutes nas pernas da história do UFC (70).
Joanna enfrentou sua rival Claudia Gadelha numa revanche no dia 8 de julho de 2016, no evento principal do TUF 23 Finale. Joanna dominou o combate a partir do 3º round e venceu novamente, dessa vez por decisão unânime (48-46, 48-45, 48-46). O combate faturou o prêmio de Luta da Noite.
Após declarar que queria fazer parte de um grande evento, Joanna foi escalada para o UFC 205 realizado pela primeira vez em Nova York, no dia 12 de novembro de 2016 em um card repleto de estrelas. Joana acabou enfrentando uma compatriota Polonesa, Karolina Kowalkiewicz, em um duelo de strikers em que Joanna acabou vencendo por decisão unanime em triplo 49-46.
Durante o UFC 211, ocorrido dia 13 de março de 2017, Joanna venceu Jéssica Andrade por decisão unânime, igualando o recorde de Ronda Rousey, com seis vitórias seguidas em duelos válidos pelo cinturão do UFC.

## Campeonatos e realizações
- Ultimate Fighting Championship
  - Campeã Peso Palha do UFC (segunda e atual)
  - Performance da Noite: (Uma vez)  vs. Carla Esparza 
  - Luta da Noite: (Duas vezes) vs. Jessica Penne e Claudia Gadelha
  - Maior número de golpes diferentes na história do UFC (+142 vs. Jéssica Andrade)
  - Segundo maior número de golpes diferentes na história do UFC (+121 vs. Karolina Kowalkiewicz)
  - Terceiro maior número de golpes diferentes na história do UFC (+117 vs. Valérie Létourneau)
  - Quarto maior número de golpes diferentes na história do UFC  (+113 vs. Cláudia Gadelha)
- Muay Thai
  -  Campeonato mundial IFMA (2009, 2010, 2011, 2012, 2013)
  - Campeã do WKN World[1]
  - Campeã J Girls[1]
  - Campeã WBKF[1]
  - Campeã WKF europeia[1]
  - Campeã WMC[1]

## Cartel no MMA
| Cartel no MMA   |             |            |
| 21 lutas        | 16 vitórias | 5 derrotas |
| Por nocaute     | 4           | 2          |
| Por finalização | 1           | 0          |
| Por decisão     | 11          | 3          |

| Res.    | Cartel | Oponente              | Método                             | Evento                                 | Data       | Round | Tempo | Local                    | Notas |
| ------- | ------ | --------------------- | ---------------------------------- | -------------------------------------- | ---------- | ----- | ----- | ------------------------ | --- |
| Derrota | 16-5   | Zhang Weili           | Nocaute (soco rodado)              | UFC 275: Teixeira vs. Procházka        | 12/06/2022 | 2     | 2:28  | Kallang                  | Anunciou a sua aposentadoria após a luta. |
| Derrota | 16-4   | Zhang Weili           | Decisão (dividida)                 | UFC 248: Adesanya vs. Romero           | 07/03/2020 | 5     | 5:00  | Las Vegas, Nevada        | Pelo Cinturão Peso Palha Feminino do UFC; Luta da Noite; Luta do Ano (2020).                                                                       |
| Vitória | 16-3   | Michelle Waterson     | Decisão (unânime)                  | UFC Fight Night: Joanna vs. Waterson   | 12/10/2019 | 5     | 5:00  | Tampa, Flórida           | |
| Derrota | 15-3   | Valentina Shevchenko  | Decisão (unânime)                  | UFC 231: Holloway vs. Ortega           | 08/12/2018 | 5     | 5:00  | Toronto, Ontario         | Estreia nos Moscas; Pelo Cinturão Peso Mosca Feminino Vago do UFC.                                                                                 |
| Vitória | 15-2   | Tecia Torres          | Decisão (unânime)                  | UFC on Fox: Alvarez vs. Poirier II     | 28/07/2018 | 3     | 5:00  | Calgary, Alberta         | |
| Derrota | 14-2   | Rose Namajunas        | Decisão (unânime)                  | UFC 223: Khabib vs. Iaquinta           | 07/04/2018 | 5     | 5:00  | Brooklyn, Nova Iorque    | Pelo Cinturão Peso Palha Feminino do UFC. |
| Derrota | 14-1   | Rose Namajunas        | Nocaute Técnico (socos)            | UFC 217: Bisping vs. St.Pierre         | 04/11/2017 | 1     | 3:03  | Nova Iorque, Nova Iorque | Perdeu o Cinturão Peso Palha Feminino do UFC. |
| Vitória | 14-0   | Jéssica Andrade       | Decisão (unânime)                  | UFC 211: Miocic vs. Dos Santos II      | 13/05/2017 | 5     | 5:00  | Dallas, Texas            | Defendeu o Cinturão Peso Palha Feminino do UFC; Quebrou pela terceira vez o recorde de golpes significativos conectados em uma defesa de cinturão. |
| Vitória | 13-0   | Karolina Kowalkiewicz | Decisão (unânime)                  | UFC 205: Alvarez vs. McGregor          | 12/11/2016 | 5     | 5:00  | Nova Iorque, Nova Iorque | Defendeu o Cinturão Peso Palha Feminino do UFC; Quebrou pela segunda vez o recorde de golpes significativos conectados em uma defesa de cinturão.  |
| Vitória | 12-0   | Claudia Gadelha       | Decisão (unânime)                  | The Ultimate Fighter 23 Finale         | 08/07/2016 | 5     | 5:00  | Las Vegas, Nevada        | Defendeu o Cinturão Peso Palha Feminino do UFC; Luta da Noite.                                                                                     |
| Vitória | 11-0   | Valérie Létourneau    | Decisão (unânime)                  | UFC 193: Rousey vs. Holm               | 14/11/2015 | 5     | 5:00  | Melbourne                | Defendeu o Cinturão Peso Palha Feminino do UFC; Quebrou o recorde de golpes significativos conectados em uma defesa de cinturão.                   |
| Vitória | 10-0   | Jessica Penne         | Nocaute Técnico (socos e joelhada) | UFC Fight Night: Jędrzejczyk vs. Penne | 20/06/2015 | 3     | 4:22  | Berlim                   | Defendeu o Cinturão Peso Palha Feminino do UFC; Luta da Noite.                                                                                     |
| Vitória | 9-0    | Carla Esparza         | Nocaute Técnico (socos)            | UFC 185: Pettis vs. dos Anjos          | 14/03/2015 | 2     | 4:17  | Dallas, Texas            | Ganhou o Cinturão Peso Palha Feminino do UFC; Performance da Noite.                                                                                |
| Vitória | 8-0    | Claudia Gadelha       | Decisão (dividida)                 | UFC on Fox: dos Santos vs. Miocic      | 13/12/2014 | 3     | 5:00  | Phoenix, Arizona         | |
| Vitória | 7-0    | Juliana Lima          | Decisão (unânime)                  | UFC on Fox: Lawler vs. Brown           | 26/07/2014 | 3     | 5:00  | San José, Califórnia     | Estreia no UFC; Luta em peso casado (116,5 lbs); Lima não bateu o peso                                                                             |
| Vitória | 6-0    | Rosi Sexton           | Nocaute (soco)                     | CWFC 69 - Super Saturday               | 07/06/2014 | 2     | 2:36  | Londres                  | |
| Vitória | 5-0    | Karla Benitez         | Decisão (unânime)                  | WAM - Fabinski vs. Herb                | 09/05/2014 | 3     | 5:00  | Varsóvia                 | |
| Vitória | 4-0    | Julia Berezikova      | Decisão (unânime)                  | Fight Nights - Battle of Moscow 12     | 20/06/2013 | 2     | 5:00  | Moscou                   | |
| Vitória | 3-0    | Kate Jackson          | Nocaute Técnico (desistência)      | PLMMA 17 Extra - Warmia Heroes         | 18/05/2013 | 2     | 5:00  | Olsztyn                  | |
| Vitória | 2-0    | Lily Kazak            | Finalização (mata-leão)            | Makowski Fighting Championship 5       | 08/12/2012 | 1     | 3:22  | Nowa Sól                 | |
| Vitória | 1-0    | Sylwia Juskiewicz     | Decisão (unânime)                  | SFT - MMA Diva Fight Night SPA         | 19/05/2012 | 3     | 5:00  | Kolobrzeg                | |